# Santry
Santry (irl. Seantrabh) – dzielnica Dublina w Irlandii, położona w Northside. W dzielnicy znajduje się biblioteka Trinity College, w której znajduje się m.in. Księga z Kells.